# Bupu (bebida)

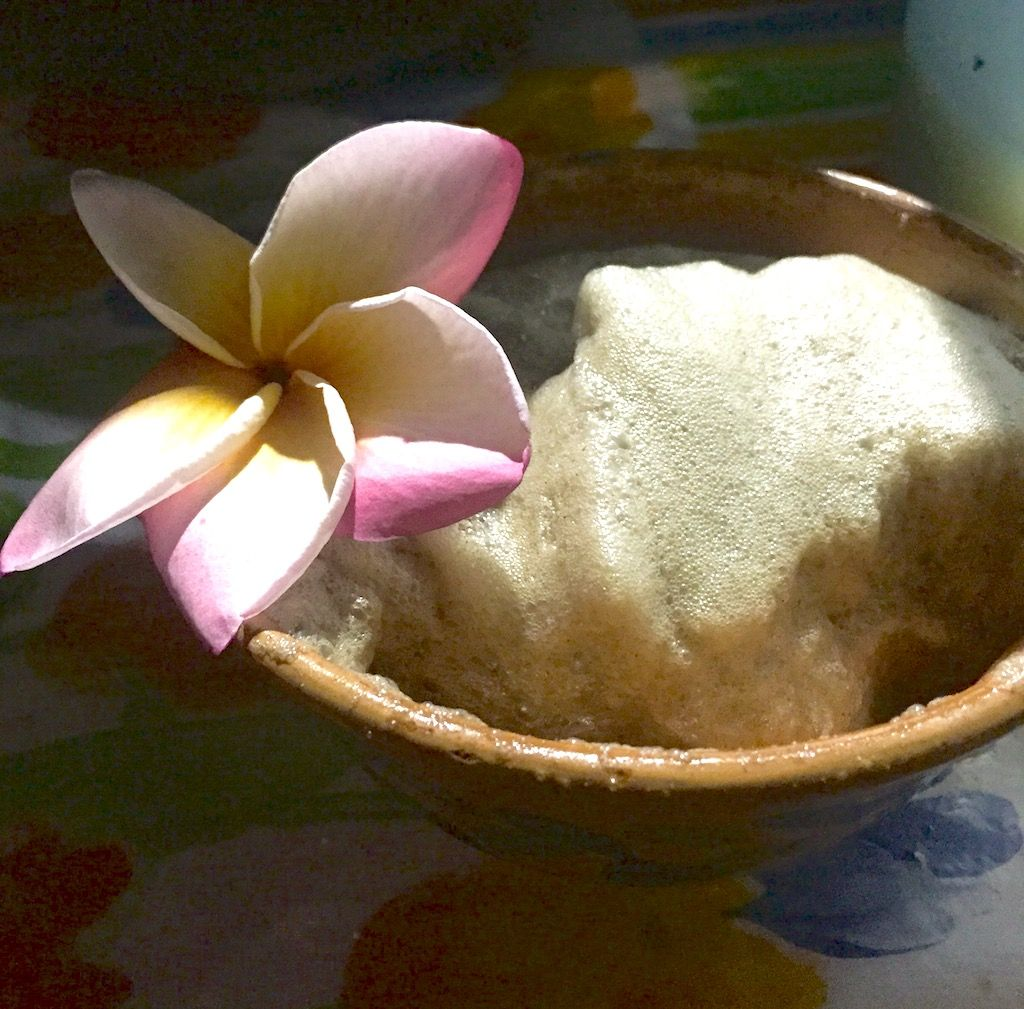
Bupu significa espuma en zapoteco del Istmo.

Bupu, significa espuma en zapoteco del Istmo, y es el nombre que se le da a una bebida mexicana espumosa, sin alcohol, tradicional y consumida por los zapotecas de la ciudad de Juchitán, Oaxaca. Se prepara a partir de atole blanco, cacao y flor de guie' chachi, conocida como localmente como flor de mayo.